# Пельцман, Сэмюэл
Сэмюэл Пельцман (англ. Samuel Peltzman; родился 29 января 1940, Нью-Йорк, США) — американский экономист, эмерит профессор экономики кафедры имени Ральфа и Дороти Келлер Чикагского университета, автор эффекта Пельцмана и соавтор подхода Стиглера—Пелцмана.

## Биография
Сэм родился 29 января 1940 года в Бруклине, Нью-Йорк.
Пелцман в 1960 году получил степень бакалавра делового администрирования в Городском колледже Нью-Йорка, а в 1965 году удостоен докторской степени по экономике в Чикагском университете.
Преподавательскую деятельность Сэм начал в 1964—1973 годах в должности ассистента профессора, ассоциированного профессора, профессора экономики Калифорнийского университета в Лос-Анджелесе. С 1973 года был профессором экономики, а с 1978 года почётным профессором кафедры имени Ральфа и Дороти Келлер в Чикагском университете.
Был научным сотрудником Института углублённого изучения при Еврейском университете в Иерусалиме в 1978 году, редактором Journal of Political Economy в 1974—1989 годах, директором в 1991—2005 годах, а с 2005 года стал эмерит директором Центра Стиглера для изучения экономики и государства при Чикагском университете. В 1968 году и в 1973 году был приглашённым профессором в Чикагском университете. В 1970—1971 годах был старшим экономистом Совета экономических консультантов. Был адъюнкт-учёным в Американском институте предпринимательства в 1975—1988 годах, членом научно-консультативного совета торгово-экономического развития в 1989—1993 годах, членом Совета научных консультантов при Американском институте предпринимательства в 1990—2005 годах.
Является редактором «The Journal of Law and Economics» с 1989 года, членом редколлегии «Cato Journal», «Journal of Regulatory Economics», журнала «Regulation», журнала «Public Choice», «European Journal of Political Economy» и «International Journal of Economics and Business Research».
Был также директором «CMP Industries L.L.C.» в 1995—2010 годах.

## Вклад в науку
Известен как автор эффекта Пельцмана и соавтор подхода Стиглера—Пелцмана.

## Награды
- 1967 — грант от фонда Форда,
- 2013 — Thomson Reuters Citation Laureates.